# Леопольд Саксен-Кобург-Готский
Леопольд Франц Юлий Саксен-Кобург-Готский (нем. Leopold Franz Julius von Sachsen-Coburg und Gotha, 31 января 1824, Вена — 20 мая 1884, Вена) — член Саксен-Кобург-Готской династии; третий сын и младший ребёнок Фердинанда Саксен-Кобург-Заальфельдского и Марии Антонии Кохари.

## Биография

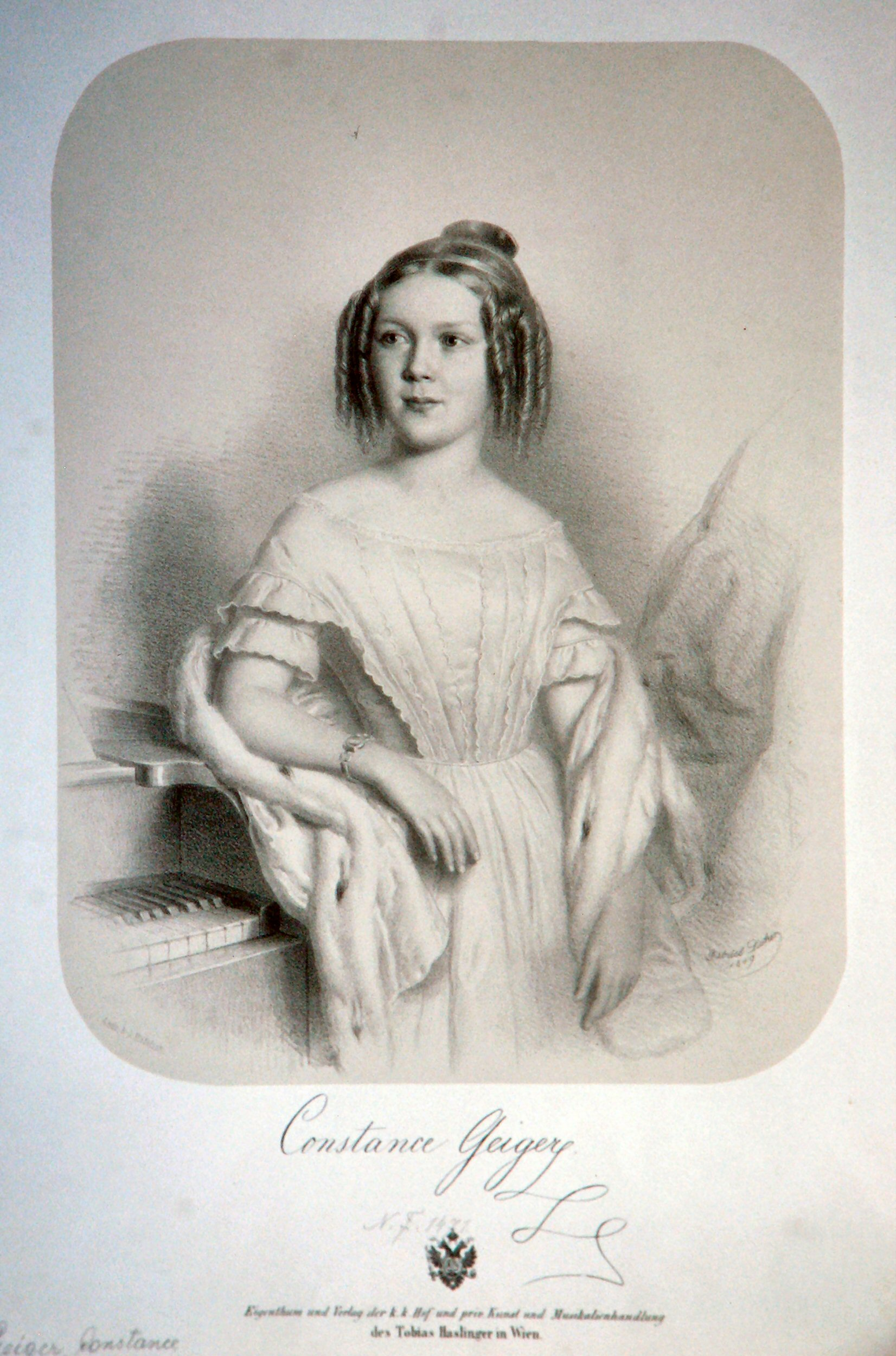
Констанц Гейгер

Будучи младшим сыном Леопольд был маловероятным наследником земли и титула, поэтому он поступил в армию Австрийской империи. В какой-то момент Леопольд считался потенциальным мужем для Изабеллы II Испанской. Этот союз был неосуществим, учитывая сопротивление Франции и других европейских держав. Семья Саксен-Кобург считалась слишком тесно связанной с британскими интересами. Кандидатура Леопольда использовалась Францией в качестве предлога для переговоров о поспешном браке между испанской королевой и её двоюродным братом Франсиско, а также между сыном Луи Филиппа и младшей сестрой королевы.
Позже Леопольд встретил простолюдинку Констанц Гейгер (16 октября 1835 — 24 августа 1890). 12 октября 1860 года в Вене она родила ему сына, которого звали Франц. Леопольд и Констанц поженились шесть месяцев спустя, 23 апреля 1861 года. Он сразу же узаконил своего сына, которому был дан титул фрейхерр фон Руттенштейн 24 июля 1862 года. В тот же день Констанц стала фрейфрау фон Руттенштейн. Поскольку брак его родителей был неравным (и, следовательно, морганатическим), Франц был лишён права наследования Кохари и Саксен-Кобург-Готы. Франц не был женат и умер бездетным 29 августа 1899 года.
Леопольд был похоронен в Королевской капелле в Дрё.